# Elisabeth Shue
Elisabeth Shue (født 6. oktober 1963 i Wilmington, Delaware i USA) er en amerikansk skuespiller. Hun er bedst kendt for sine roller i filmene The Karate Kid (1984), Adventures in Babysitting (1987), Cocktail (1988), Back to the Future Part II (1989), Back to the Future Part III (1990), Soapdish (1991), The Saint (1997), Hollow Man (2000), Piranha 3D (2010), Battle of the Sexes (2017), Death Wish (2018) og Greyhound (2020). Hun blevnomineret til en Oscar for filmen Leaving Las Vegas (1995)

## Tidlige år
Shue blev født i Wilmington i Delaware og voksede op i New Jersey med tre brødre i hjertet af en middelklasse familie. Elisabeth, var datter af Anne Wells, ansat i en bank, og James Shue, advokat og ejendomsmægler, der blev skilt, da hun var elleve. Hans far var en republikansk aktivist, der forsøgte at blive valgt til Senatet for New Jersey.
I hendes teenageår begyndte hun at deltage i tv-reklamer for blandt andet Hellman's Mayonnaise og Burger King, mens hun gik på Columbia High School (i Maplewood) og senere på college i Wellesley og Harvard.

## Skuespillerkarriere
I 1984 fik hun en rolle i tv-serien Call to Glory og samme år fik hun rollen som kæresten Ali i The Karate Kid. Hun fandt hurtigt ind i rollen som en sød kæreste og medvirkede også som sådan en i Adventures in Babysitting, Cocktail, Tilbage til fremtiden II og Tilbage til fremtiden III. Hendes karriere fik sig en stor oprykning, da hun optrådte i Leaving Las Vegas, hvor hun spillede en prostitueret med et hjerte af guld. Rollen gav hende en Oscar-nominering, men de følgende film blev skuffelser. Rollen som kæreste med Woody Allen i Deconstructing Harry gav hende stor anmelderros, men så kom nogle nogle film, der floppede. I Hollow Man, havde hun for første gang i lang tid en hovedrolle i en film, der klarede sig godt finansielt.
Shue er gift med tv-produceren Davis Guggenheim, og med ham har hun en søn og to døtre. Hendes bror er skuespilleren Andrew Shue.

## Filmografi

### Film
| År   | Titel                          | Rolle                        | Noter                                        |
| ---- | ------------------------------ | ---------------------------- | -------------------------------------------- |
| 1983 | Somewhere, Tomorrow            | Margie                       |                                              |
| 1984 | Karate Kid                     | Ali Mills                    |                                              |
| 1986 | Link                           | Jane Chase                   |                                              |
| 1987 | Adventures in Babysitting      | Chris Parker                 |                                              |
| 1988 | Cocktail                       | Jordan Mooney                |                                              |
| 1989 | Back to the Future Part II     | Jennifer Parker              | Marlene McFly (voice)                        |
| 1990 | Back to the Future Part III    | Jennifer Parker              |                                              |
| 1991 | The Marrying Man               | Adele Horner                 |                                              |
| 1991 | Soapdish                       | Lori Craven / "Angelique"    |                                              |
| 1993 | Heart and Souls                | Anne                         |                                              |
| 1993 | Twenty Bucks                   | Emily Adams                  |                                              |
| 1994 | Radio Inside                   | Natalie                      |                                              |
| 1995 | The Underneath                 | Susan Crenshaw               |                                              |
| 1995 | Leaving Las Vegas              | Sera                         | Nominated for Academy Award for Best Actress |
| 1996 | The Trigger Effect             | Annie Kay                    |                                              |
| 1997 | The Saint                      | Dr. Emma Russell             |                                              |
| 1997 | Deconstructing Harry           | Fay                          |                                              |
| 1998 | Palmetto                       | Mrs. Donnelly / Rhea Malroux |                                              |
| 1998 | City of Angels                 | Pregnant woman               | Uncredited Cameo                             |
| 1998 | Cousin Bette                   | Jenny Cadine                 |                                              |
| 1999 | Molly                          | Molly McKay                  |                                              |
| 2000 | Hollow Man                     | Linda McKay                  |                                              |
| 2002 | Leo                            | Mary Bloom                   |                                              |
| 2002 | Tuck Everlasting               | Fortæller (stemme)           |                                              |
| 2004 | Mysterious Skin                | Ellen McCormick              |                                              |
| 2005 | Hide and Seek                  | Elizabeth Young              |                                              |
| 2005 | Dreamer                        | Lilly Crane                  |                                              |
| 2007 | First Born                     | Laura                        |                                              |
| 2007 | Gracie                         | Lindsay Bowen                | Also producer                                |
| 2008 | Hamlet 2                       | Herself                      |                                              |
| 2009 | Don McKay                      | Sonny                        |                                              |
| 2010 | Piranha 3D                     | Julie Forester               |                                              |
| 2010 | Janie Jones                    | Mary Ann Jones               |                                              |
| 2011 | Waking Madison                 | Dr. Elizabeth Barnes         |                                              |
| 2012 | Hope Springs                   | Karen, The Bartender         |                                              |
| 2012 | House at the End of the Street | Sarah Cassidy                |                                              |
| 2012 | Chasing Mavericks              | Kristy Moriarity             |                                              |
| 2014 | Behaving Badly                 | Pamela Bender                |                                              |
| 2017 | Battle of the Sexes            | Priscilla Wheelan            |                                              |
| 2018 | Death Wish                     | Lucy Kersey                  |                                              |
| 2020 | Greyhound                      | Eva Frechette                |                                              |
| 2023 | The Good Half                  | Lily Wheeland                |                                              |

### Tv
| År        | Titel                                  | Rolle                        | Noter                                         |
| --------- | -------------------------------------- | ---------------------------- | --------------------------------------------- |
| 1982      | The Royal Romance of Charles and Diana | Lynn Osborne                 | Television film                               |
| 1984–1985 | Call to Glory                          | Jackie Sarnac                | Main role                                     |
| 1987      | Wonderful World of Color               | Kathy Shelton                | Episode: "Double Switch"                      |
| 1992      | The General Motors Playwrights Theater | Alice Adams                  | Episode: "Hale the Hero"                      |
| 1993      | Dream On                               | Maura Barish                 | Episode: "Oral Sex, Lies and Videotape"       |
| 1994      | Blind Justice                          | Caroline                     | Television film                               |
| 2001      | Amy & Isabelle                         | Isabelle Goodrow             | Television film                               |
| 2009      | Curb Your Enthusiasm                   | Virginia                     | Episodes: "Officer Krupke", "Seinfeld"        |
| 2012      | American Dad!                          | Detective Lacey Sole (voice) | Episode: "Less Money, Mo' Problems"           |
| 2012–2015 | CSI: Crime Scene Investigation         | Julie Finlay                 | Main role                                     |
| 2015      | Blunt Talk                             | Suzanne Mayview              | Episode: "The Queen of Hearts"                |
| 2019–2020 | The Boys                               | Madelyn Stillwell            | Main role (season 1), guest (season 2)        |
| 2019      | Constance                              | Constance Young              | Television film                               |
| 2021      | Cobra Kai                              | Ali Mills                    | Guest (season 3)                              |
| 2021      | On the Verge                           | Anne                         | Main role (season 1); also executive producer |
| 2022      | Super Pumped                           | Bonnie Kalanick              | Main role                                     |
| 2022      | The Boys Presents: Diabolical          | Madelyn Stillwell (voice)    | Episode: "One Plus One Equals Two"            |
| 2023      | Gen V                                  | Madelyn Stillwell            | Episode: "God U."                             |

### Temaparker
| År   | Titel     | Rolle            | Noter             |
| ---- | --------- | ---------------- | ----------------- |
| 1989 | Body Wars | Dr. Cynthia Lair | Disney attraction |